# روزندال
روزندال Rozendaal  هي مدينة وبلدية بمقاطعة خيلدرلند، هولندا.

## طوبوغرافيا
خريطة طوبوغرافية هولندية لبلدية روزندال، يونيو 2015، (تقرأ بعد ثلاث نقرات على الخريطة).

## معرض صور

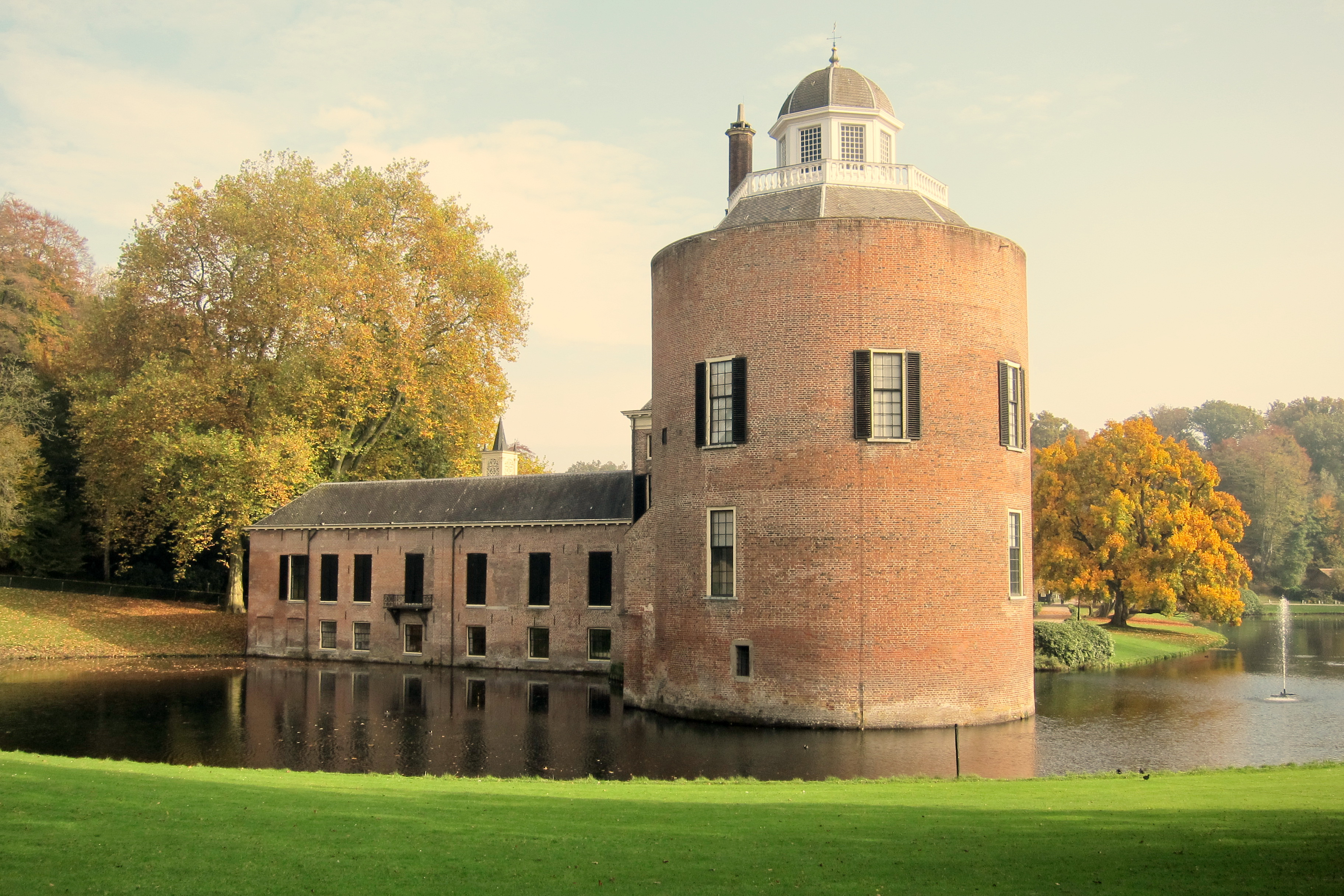
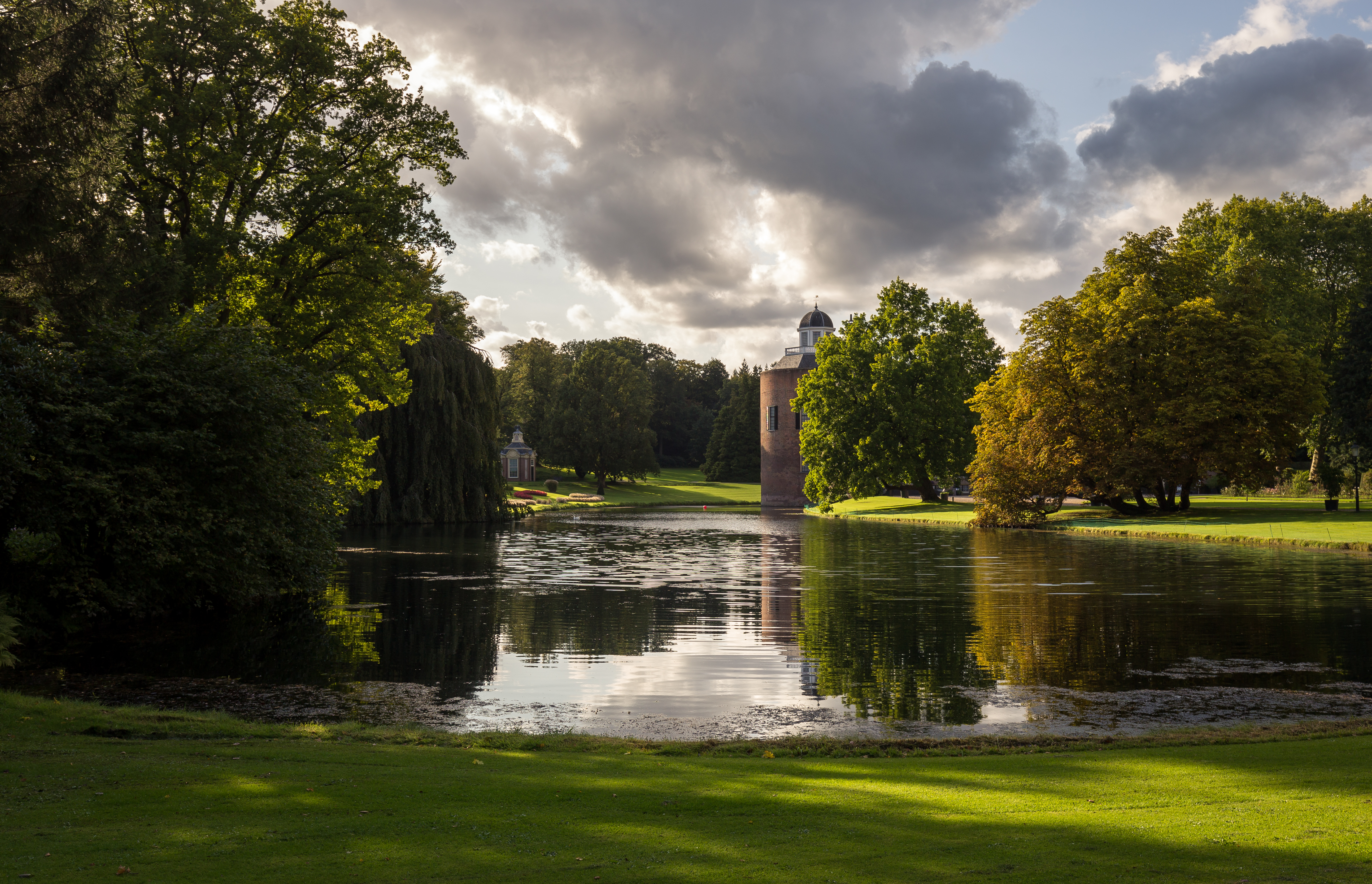
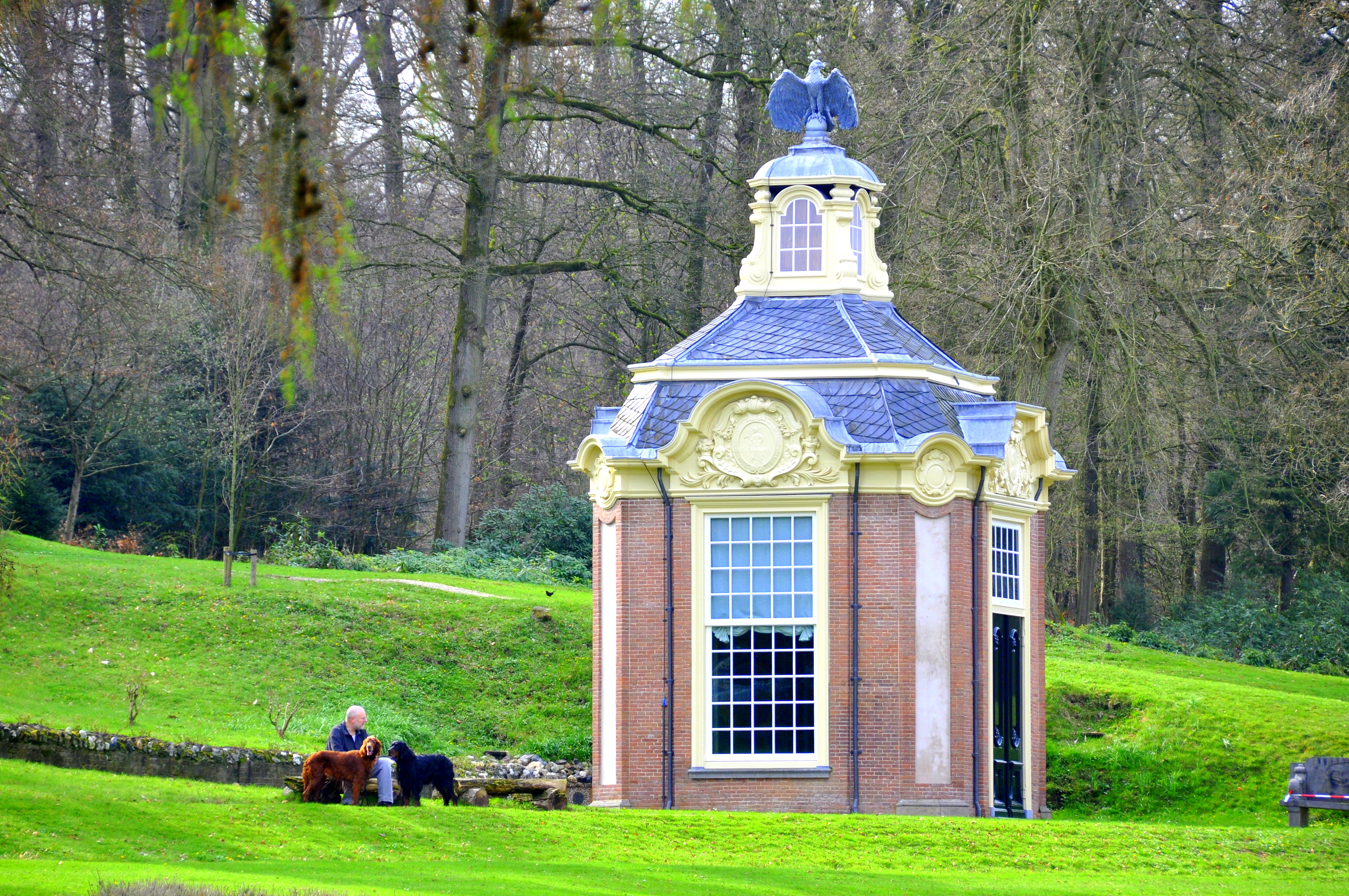
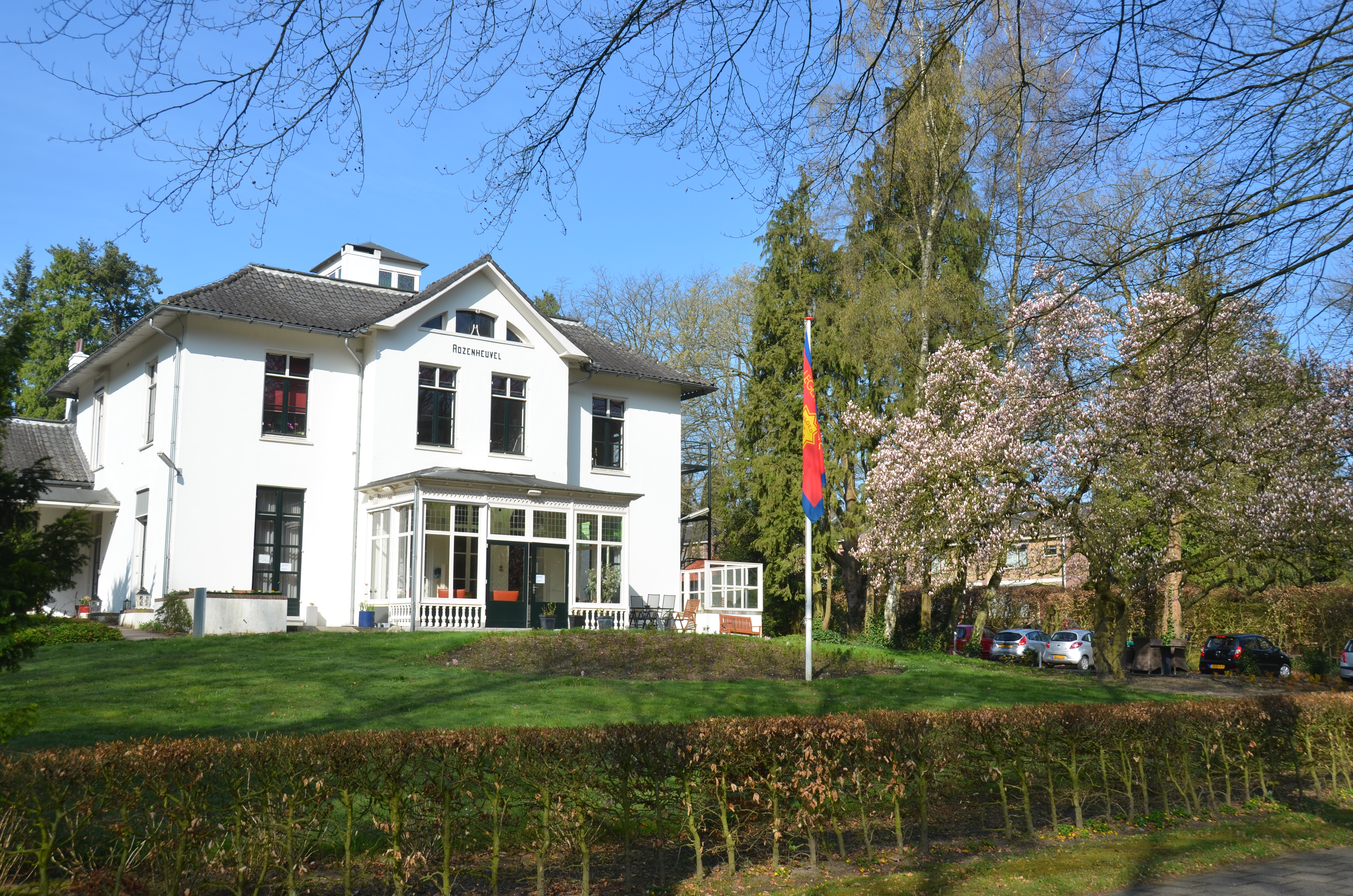